# Torri di Barcellona Pozzo di Gotto
Elenco delle torri o costruzioni fortificate presenti nel territorio di Barcellona Pozzo di Gotto. Le date e le epoche si riferiscono alle prime documentazioni scritte o incisioni presenti sui manufatti.

## Elenco
Alcune costruzioni si inseriscono nel contesto storico normanno - svevo con contaminazioni bizantino - arabe identificabile con la riconquista normanna della Sicilia, altre nel lunghissimo periodo aragonese - spagnolo.
- 1134, Torre del Piliere, frazione di Acquaficara.
- XII secolo, Torre di Nasari, frazione di Nasari.
- XIII secolo, Torre Sipio, frazione di Gala.
- XVI secolo, Torre di Gurafi, frazione di Gurafi.
- XVI secolo seconda metà, Torre Calderà, presso primitiva «Tonnara di Calderà», frazione di Calderà.
- 1579, Torre Cantoni, frazione di Calderà.
- 1622, Torre Pagano, località Pagano, frazione di Calderà.
- XVII secolo, Torre Cappa, frazione di Gala.
- XVII secolo, Torre Mollica, frazione di Gala.
- XVIII secolo, Torre Longa, frazione di Centineo.
- ?, Torrione Saraceno, frazione di Sant'Antonio.
- ?, Torre Sottile, frazione di Calderà.
- XIX secolo, Nuova Torre Sottile, località Cantoni, frazione di Calderà.

## Torre del Piliere

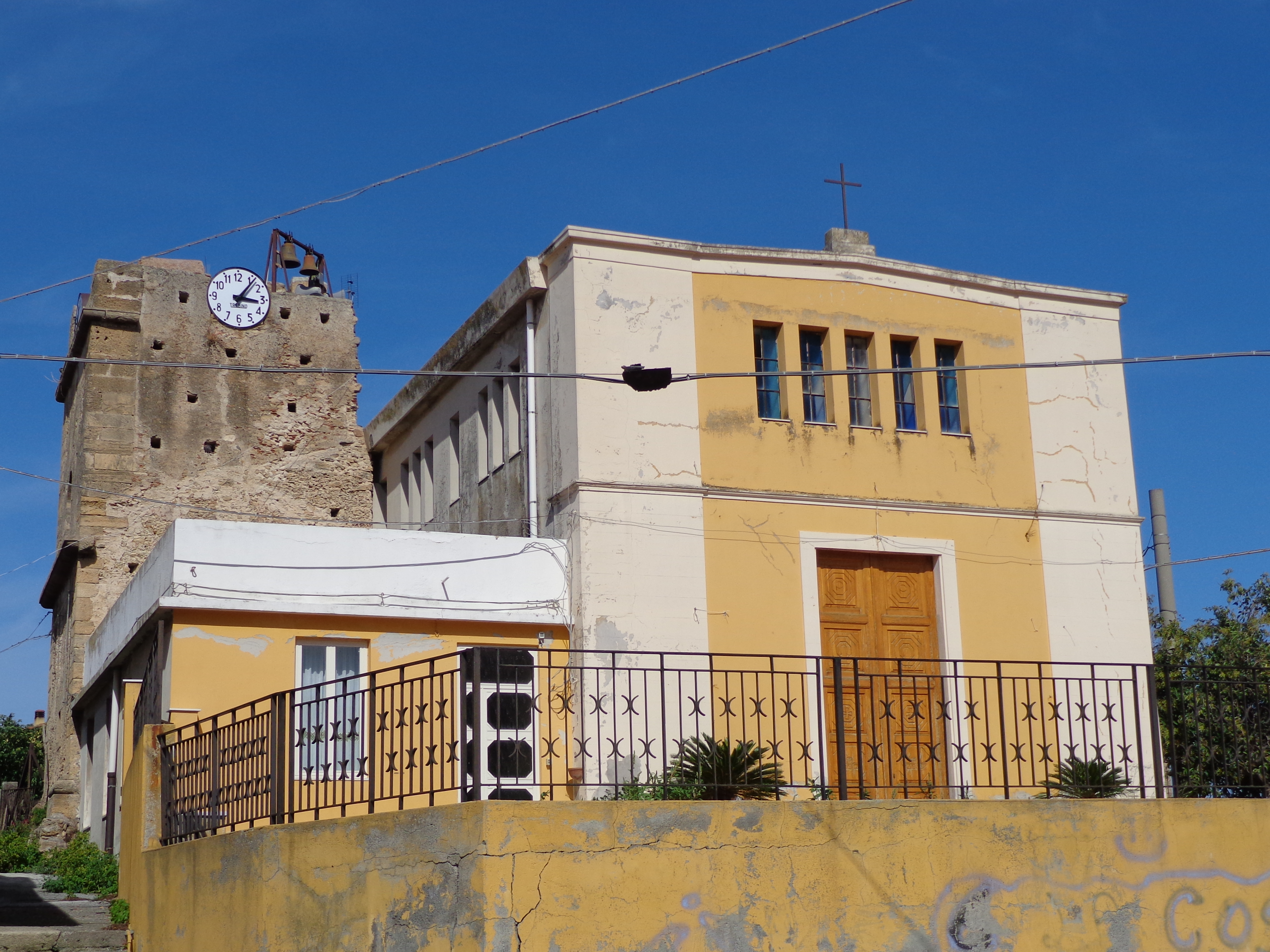
Torre campanaria e chiesa della Madonna del Piliere.

- 1134, Torre del Piliere, struttura architettonica ubicata nella frazione di Acquaficara.[1]

La Torre del Piliere è l'elemento architettonico superstite della chiesa precedente a quella attuale edificata, come documenta il cronista Filippo Di Benedetto "... nel villaggio di Acquaficara che credesi di origine saracena, a sud - est di Barcellona ...".
La devozione e venerazione della "Madonna del Piliere" o "Madonna del Pilastro" o "Madonna del Pilar", secondo Flavio Biondo è molto antica e di matrice iberica.
Da questo breve resoconto si evince che il luogo di culto è oggetto di successive riedificazioni nel medesimo sito, pertanto si identificano:
- ?, - primitivo luogo di culto;
- 1282 - 1516, Chiesa della Madonna del Piliere d'epoca aragonese - spagnola;
- 1960 e seguenti, Chiesa della Madonna del Piliere, ricostruzione e restauri d'epoca contemporanea.

Uno dei torrioni della primitiva chiesa costituisce la torre campanaria superstite datata 1134 (regno di Ruggero II di Sicilia), di forma quadrata presenta due cupolette all'interno di stile bizantino, verosimilmente appartenente ad un aggregato risalente alla dominazione aragonese - spagnola in Sicilia, probabilmente con funzioni difensive e d'avvistamento. È inserito nel contesto della "Chiesa di Santa Maria del Piliere", antica chiesa dedicata alla "Madonna del Piliere", rimasta a lungo chiusa perché gravemente danneggiata dal terremoto di Messina del 1908.
La costruzione presenta una sola navata con stucchi all'interno e il tetto in legno lavorato, nel passato custodiva una grande tela, oggi scomparsa, raffigurante una scena di battaglia tra armate cristiane e saracene riconducibile alla conquista normanna. L'ingresso rivolto verso il mare a settentrione ubicato vicino al campanile, l'abside all'esterno arricchita con tre piccole nicchie, all'interno una fossa comune e diverse tombe adibite per la sepoltura. La chiesa ridotta ad un rudere, negli anni successivi il 1960 è demolita. Ricostruita sulla stessa area subisce il ribaltamento abside - ingresso pertanto la facciata oggi è rivolta a levante; il luogo di culto è riaperto nel 1968.
Nel tempio è custodita la statua in marmo della "Madonna del Piliere" di scuola Gaginiana del 1596 espressione del rinascimento siciliano e vari dipinti del XVII e XVIII secolo.

## Torre di Nasari
- XI - XVI secolo, Torre di Nasari, struttura architettonica ubicata nella frazione di Nasari, primitivo feudo di Castroreale.[1][2]

La Torre di Nasari è localizzabile sulla destra del torrente Longano in prossimità del casale di San Paolo, è visibile dalla vicina costa tirrenica posta a nord ed è in stretto rapporto visivo ad ovest con capo Tindari, a est con la torre di contrada Gurafi e il Castello di Milazzo, a sud con il palazzetto baronale nei pressi della grotta di Santa Venera e con il Castello di Castroreale.
La costruzione presenta una pianta quadrata con la spianata cinta da mura, lo storico Filippo Rossitto nega la fattura araba della Torre e avanza l'ipotesi di un manufatto normanno come stratificazione di ristrutturazioni successive nel tempo.
Giovanni Luca Barberi afferma che "...la sua storia risale ai primi tempi della conquista normanna, il suo nome evidentemente arabo provenne forse da Abu-Nasar, guerriero arabo. C'è chi dice che lo abbia avuto invece dalla baronessa Nasari che ne abitava il castello ...". Su una collina in prossimità della località di Santa Venera, a non molta distanza dalla riva destra del torrente Longano è presente la Torre di Nasari predisposta a vigilare l'accesso a Gala e Castroreale, conquistata secondo gli storici Vito Maria Amico e Francesco Ferrara dal Gran Conte Ruggero dopo l'espugnazione di Milazzo.
- XI secolo, Ruggero I d'Altavilla la espugna e la sottrae ai saraceni, in seguito è nominato Gran Conte di Sicilia concede con privilegio il villaggio, la torre e le terre con trentadue saraceni, verosimilmente prigionieri di guerra o proprietari al visconte Ansaldo de Arri e alla moglie.[3]

Secondo l'abate Vito Maria Amico nel "Lexicon topographicum Siculum", Nasari significa appunto "terra o torre di Ari". Ma il Barberi ne confuta la tesi basandosi sulla data del diploma emanato nel 1127, affermando che a quell'epoca il conte Ruggero I è già morto, dunque il feudo è concesso dal figlio Ruggero II di Sicilia ad Ansaldo in considerazione e in riconoscimento dell'aiuto prestato al padre Ruggero I di Sicilia.
La torre è documentata a partire dalla prima metà del XV secolo, edificata a guardia del casale, in seguito feudo, di San Paolo a presidio della sottostante vallata del torrente Longano e delle vie di accesso a Gala e Castroreale. L'attuale struttura, di cui rimane solo la prima elevazione priva di copertura e resti della cinta muraria, fu costruita nel XVI secolo sul basamento della precedente torre medievale espugnata dal Gran Conte Ruggero. La torre è quadrata all'esterno e rotonda all'interno, con unica porta d'accesso. La muratura è costituita da pietrame, malta e blocchi di vari pezzatura.

### Periodo arabo
{Sezione in aggiornamento}

### Periodo normanno
- 1127, La località è menzionata come casale di Nasari assegnato ad Ansaldo de Arri.[4]

### Periodo svevo - angioino
- 1271, È assegnato a Nicolò di Alcara.
- 1296, È documentato ancora casale secondo il canonico, arabista e storiografo Rosario Gregorio.[5]

### Periodo aragonese
Il fortilizio o piuttosto la torre, è documentato nella prima metà del XV secolo.
- 1335, È assegnato a Bonsignore Nasari.
- 1368, Ereditano Giovanni Nasaro e Costanza Nasaro.
- 1408, È identificato come feudo assegnato ad Antonio Nasari regnante Martino I di Sicilia.[6]
- 1435, È documentato come "feudum sive casale cum turri et fortilicio" appartenente ad Antonio e Bonsignore Nassari, padre e figlio.[7]
- 1453, Descritta come proprietà di Giovanni Nassari fratello di Bonsignore Nassari rimasto senza eredi.
- 1485, È documentata la proprietà di Gregorio Periconio regnante Ferdinando II d'Aragona.

### Periodo spagnolo
- XVI secolo, Tiburzio Spannocchi suggerisce la costruzione di una torre nella contrada "Lu Castru".[8]
- 1550, Passa in eredità a Giovanni Vincenzo Nassari.
- 1568, Francesco de Nassari Perricone.
- 1600, Bernardina Nassari Picone.
- 1632, Francesca Maria lo Porzio Nassari dalla madre Bernardina Nassari Picone.
- 1671, Antonio Porzio da Francesca Maria lo Porzio Nassari in Anzalone.
- 1682, Saverio Porzio dal padre Antonio Porzio.

Interventi di ristrutturazione sono stati realizzati fra Settecento e Ottocento.
- 1766, Antonino Porzio dal padre Saverio Porzio.
- 1777, Giovanni Battista Porzio dal cugino Antonino Porzio.
- 1795, Gaetano Deodato.
- XVIII – XIX secolo, Per garantire la stabilità e la sicurezza del sito si rendono necessari svariati interventi di ristrutturazione.[9]

## Torre Sipio
- XIII secolo, Torre Sipio, struttura architettonica ubicata nella frazione di Gala.

Edificata in epoca aragonese sotto il regno di Federico III d'Aragona. La struttura ha subìto rimaneggiamenti che ne hanno alterato la struttura originaria.

## Torre di Gurafi
- XVI secolo, Torre di Gurafi, struttura architettonica ubicata nella frazione di Gurafi (altrimenti menzionata topograficamente come «Guraphi» o «Turafi»), primitivo feudo di Castroreale.

Lungo la rotabile che conduce da Barcellona Pozzo di Gotto a Castroreale, sul fondovalle posto sulla sponda sinistra del torrente Longano s'incontra il casale di Gurafi. Il piccolo borgo è composto da poche case e da attrezzature agricole del XVI secolo, tra essi si trovano i ruderi di una torre circolare, le rovine di una chiesa e di un palazzo padronale. Il toponimo Gurafi è d'origine araba, secondo alcuni studiosi derivante da "karafa", recipiente per contenere olio o vino, entrambi prodotti in abbondanza in questa zona. Federico II di Svevia rende autonoma la cittadina di Castroreale popolandola nel 1324 con gli abitanti di Gurafi e di Nasari. Castroreale confina col casale di Gurafi, tanto ampio da essere poi distinto alla fine del XIV secolo in orientale ed occidentale, il torrente Longano costituisce la linea di demarcazione fra le frazioni. Confina pure con i feudi di Nasari, Protonotaro, Ranieri e Gala.
La chiesa dell'Immacolata sorta nel 1680 è oggi un rudere di cui rimangono solo le mura perimetrali, parzialmente interrata da un'alluvione del torrente Longano del 1848. Poco distante si trova la caratteristica torre a pianta circolare, anch'essa in parte interrata e sommersa dalle erbacce, in precarie condizioni statiche. Semidistrutta al punto che dall'esterno è visibile la scala interna, ricavata nello spessore della muratura. Necessita di interventi di restauro e di consolidamento prima del completo collasso.
- 1276 - 1277, Berard de Blanquefort.
- 1282, Curia.
- 1335, Aldoino de Salvo.
- 1345, Riccardo Maniscalco.
- ?, Damiata vedova di Riccardo Maniscalco.
- 1395 - 1408, Filippo de Puteo.
- XVI secolo, Il Casale appartiene alla famiglia di Anzalone del Pozzo negli ultimi decenni del secolo.
- XVII secolo, Possedimento della famiglia dei De Gregorio di Messina, fine secolo.
- ?, Proprietà del Conte Picone.

## Torre di Calderà
- XVI secolo seconda metà, Torre di Calderà, struttura architettonica ubicata nella frazione di Calderà.

Torre di guardia. Manufatto documentato presso la preesistente «Tonnara di Calderà» 1442 adiacente all'attuale chiesa di San Rocco.

## Torre Cantoni
- 1579, Torre Cantoni o del Cantone, struttura architettonica ubicata sul lungomare occidentale di Barcellona Pozzo di Gotto. È inserita nell'elenco delle Torri costiere della Sicilia.

La località Cantoni si trova lungo il litorale tirrenico tra le foci della Saja d'Agri e del torrente Patrì o Termini e ha rappresentato nelle varie epoche il porto naturale d'attracco per le città di Castroreale e Barcellona Pozzo di Gotto. Secondo i resoconto degli storici Filippo Rossitto e Francesco Maria Emanuele Gaetani marchese di Villabianca la località con relativa torre è concessa alla città di Castroreale da parte del Viceré Marco Antonio Colonna. La circostanza è desunta da un dispaccio datato Palermo 20 marzo 1579 dal quale si evince la concessione del privilegio di un caricatore nella marina. Tale caricatore non sarà mai portato a termine, a prova della mancata realizzazione del caricatore, è la richiesta di ottenere dal re Filippo IV di Spagna lo scalo per i commerci marittimi. Infatti, su quel tratto di spiaggia è facile l'approdo di navi a vela che esportano agrumi, olio e vino, vasi di creta per alimenti, granaglie, tutti prodotti abbondantemente coltivati e trasformati nel territorio del comprensorio.
La costruzione si inserisce nel contesto delle 37 torri di guardia che Giovanni de Vega, viceré di Sicilia al tempo di Carlo V d'Asburgo, dispone in risposta ai frequenti e continuati assalti pirateschi di Rais Drautte e costruite lungo le coste della Sicilia. Il sistema di sorveglianza è quasi sempre insufficiente, torri mal provvedute e sistematicamente rovinate, pertanto i siciliani nel Parlamento del 1579 decretano la donazione di diecimila scudi per il restauro e la costruzione di altre torri provviste di custodi e di tutti gli strumenti per l'avvistamento delle navi pirata.
Fra gli eventi che fanno protendere al miglioramento del sistema difensivo si rammentano:
- 1502 - 1504, Scorrerie compiute da Khayr al-Din Barbarossa col fratello Aruj Barbarossa contro le località di tutte le coste della Sicilia.
- 1510 - 1512 - 1514, Raffica di assalti compiuti da Elias insieme ai fratelli Khayr al-Din Barbarossa e Aruj Barbarossa con attacchi sistematici dei porti e delle località di Lipari e Tindari.
- 1544 luglio, L'assalto dell'armata corsara turco - ottomana capitanata dall'ammiraglio Khayr al-Din Barbarossa e dal comandante Rais Dragut futuro successore, insidia la costa tirrenica siciliana, devasta l'isola di Lipari. Le scorrerie s'inseriscono in un contesto molto ampio e comprendono il saccheggio della chiesa - fortezza di Tindari, la distruzione dell'abitato e cittadella fortificata di Patti, l'incendio della cattedrale di San Bartolomeo e l'espugnazione di Lipari, l'assedio dell'abitato protetto dal castello di Santa Lucia del Mela, la minaccia d'assalto alla cittadella fortificata di Milazzo.

Le continue incursioni s'inseriscono nel contesto delle dispute sul dominio nel Mediterraneo tra flotte turco - ottomane contro spagnoli, annosa questione risolta con la disfatta del fronte orientale nella Battaglia navale di Lepanto del 1571.
Nel XVI secolo la Torre del Cantone è documentata nella spiaggia più vicina al territorio di Castroreale, Barcellona e Pozzo di Gotto sono ancora delle piccole entità abitative dipendenti rispettivamente dal primitivo distretto di Castroreale e da Milazzo, quindi abbozzi di casali inseriti nella porzione di costa controllata dai castelli di Milazzo, Oliveri e Tindaro. L'approdo sorvegliato è costituito da poche case, magazzini e dalla chiesa di Santa Maria della Sacra Lettera, costruzione iniziata nel 1721 a spese dei marinai e degli abitanti vicini, per essere in seguito abbandonata. Nella divisione provvisoria del territorio di Barcellona da quello di Castroreale, il tratto di spiaggia con la torre resta soggetto alla giurisdizione Castroreale. In seguito alla definitiva separazione del 1823 entra a far parte del territorio e della giurisdizione di Barcellona Pozzo di Gotto costituitasi in nuovo comune.
Restaurata in tempi successivi e adibita ad abitazione privata risulta affiancata da altre costruzioni, la chiesetta Picardi di proprietà della famiglia Picardi, casette e magazzini che ne hanno alterato radicalmente l'aspetto di torre d'avvistamento. Unici elementi originali rimasti e visibili sono i cantonali in pietra. Durante le guerre napoleoniche è sede d'installazione di un telegrafo a palo, attivo per alcuni anni sotto il controllo delle guarnigioni inglesi. In seguito abbandonata è ceduta ai privati. L'elevazione della terrazza, l'inserimento di persiane alle finestre, la costruzione di un balcone su mensole, la copertura esterna con intonaco di cemento grigio, la scala d'accesso munita di ringhiera in ferro ne hanno alterato la struttura d'epoca spagnola.

## Torre Pagano
- 1622, Torre Pagano, struttura architettonica ubicata nella località Pagano, frazione di Calderà.

Torre di guardia e manufatti per lo sfruttamento delle risorse agricole del territorio. L'edificio sorge presso i bastioni ubicati lungo il lato destro del corso torrente Longano. Proprietà privata. La struttura, adeguatamente recuperata, è adibita a unità ricettive in ambito turistico.

## Torre Cappa
- XVII secolo, Torre Cappa, struttura architettonica ubicata nella frazione di Gala.

Masseria con strutture difensive, costruzione fortificata per lo sfruttamento delle risorse agricole della zona.
L'edificio è adiacente al Monastero basiliano di Santa Maria di Gala e alla Torre Mollica presumibilmente coeva.

## Torre Mollica
- XVII secolo, Torre Mollica, struttura architettonica ubicata nella frazione di Gala.

Palazzo fortificato che si può far risalire al 1600. Costruito lungo il tracciato dell'antica Via Valeria proveniente da Messina e che attraversa i centri collinari di Santa Lucia del Mela e gli antichi casali, oggi frazioni, di Femminamorta, Gala, gli odierni comuni di Castroreale, Rodì Milici, Tripi, Tindari.
Il suo ingresso è costituito da un imponente arco a tutto sesto. All'esterno si notano finestre con grate e cornici in pietra ed alcuni piccoli balconi.

## Torre Longa
- XVIII secolo, Torre Longa, struttura architettonica ubicata nella frazione di Centineo, primitivo casale di Castroreale.[10][11]

La Torre rotonda è legata alla contrada originatasi in seguito all'immigrazione nel luogo degli abitanti del casale San Cataldo. Filippo Rossitto riferisce in merito che gli abitanti vi si trasferirono "trasportando la statua del Santo e fabbricarono una chiesetta a lui dedicandola".
- 1271 - 1273, Mathieu de Puy-Richard.
- 1282, Curia.

## Torrione Saraceno
- ?, Torrione Saraceno, struttura architettonica ubicata nel quartiere frazione di Sant'Antonio.

{Sezione in aggiornamento}
Inglobato tra edifici rurali in via Torrione, è ubicato un edificio a pianta quadrata, dotato di spesse mura. La copertura consiste in una volta a vela, derivante dall'intersezione di una calotta sferica con le quattro pareti dell'impianto quadrato inscritto nella comune circonferenza di base, dettame tipico dei procedimenti costruttivi dell'architettura bizantina in voga dal IV secolo.
La costruzione sorge su una piana alluvionale frequentemente soggetta a sedimentazione a seguito di straordinari eventi meteorologici di carattere pluviale. L'accumulo di acque, fanghi e detriti del bacino ha comportato nei secoli l'innalzamento del piano di calpestio interno e delle aree destinate a coltivazioni delle immediate adiacenze.

## Torre Sottile
- ?, Torre Sottile, struttura architettonica ubicata nella frazione di Calderà.

{Sezione in aggiornamento}

## Nuova Torre Sottile
- XIX secolo, Nuova Torre Sottile, struttura architettonica ubicata in località Cantoni, nella frazione di Calderà.

{Sezione in aggiornamento}

## Galleria d'immagini

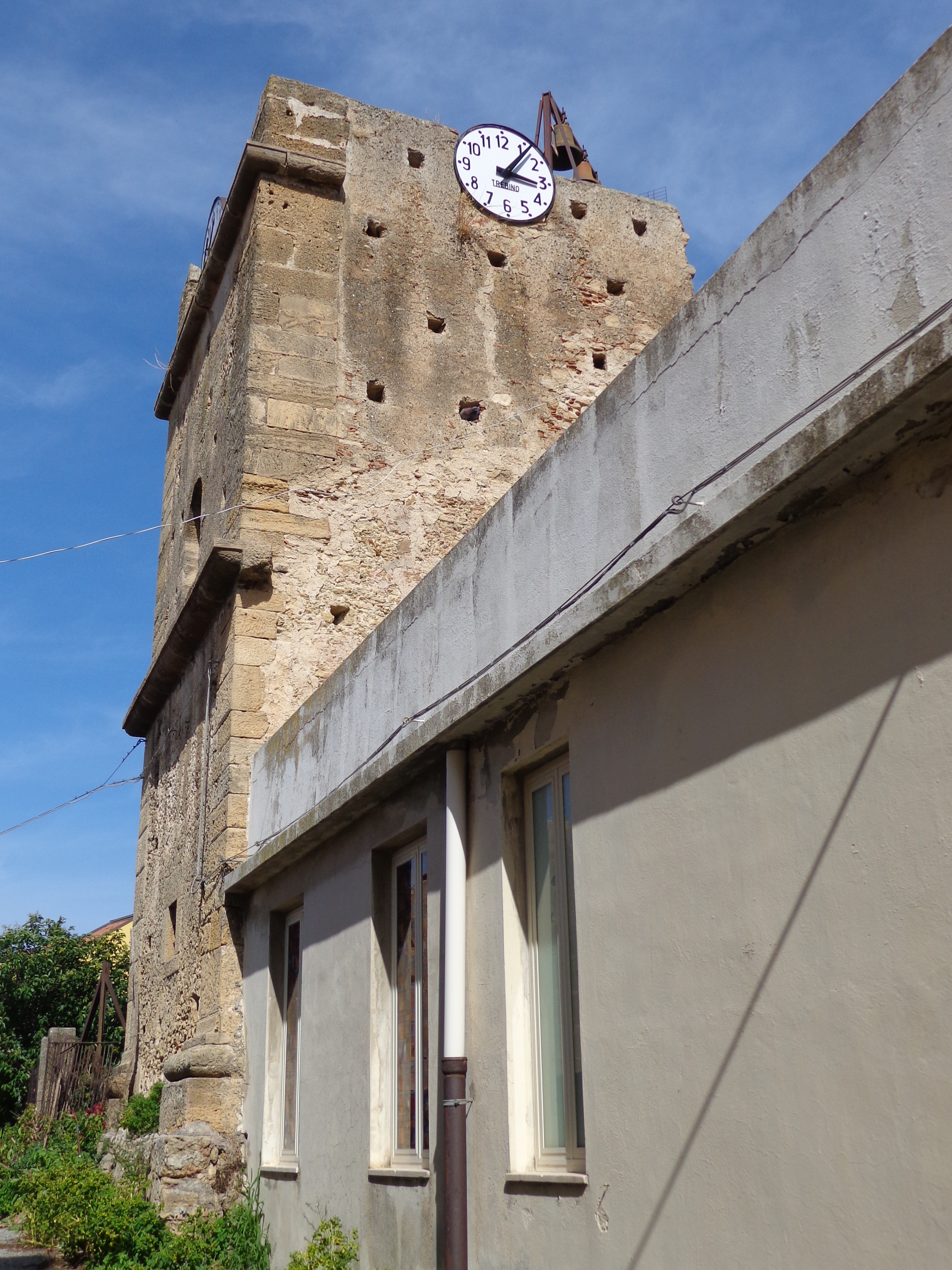
Torre campanaria di Acquaficara, prospetto di levante.
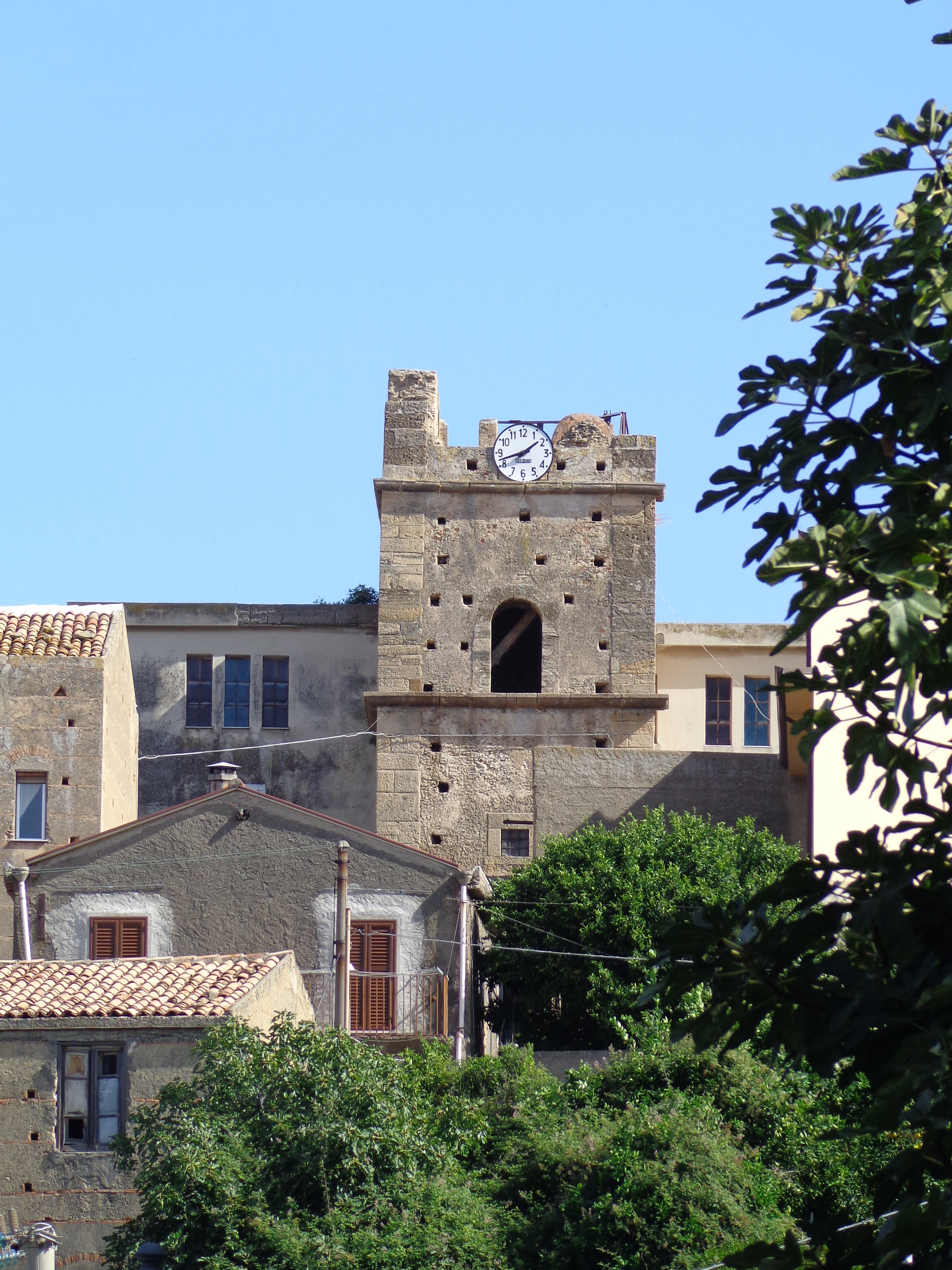
Torre campanaria di Acquaficara, prospetto meridionale.